# Lophocarpinia aculeatifolia
Lophocarpinia, monotipski biljni rod iz porodice mahunarki, dio potporodice sapanovki i tribusa Caesalpinieae. Jedina je vrsta L. aculeatifolia, grm iz argentinskog Chaca i Paragvaja